# 河内県 (日本)

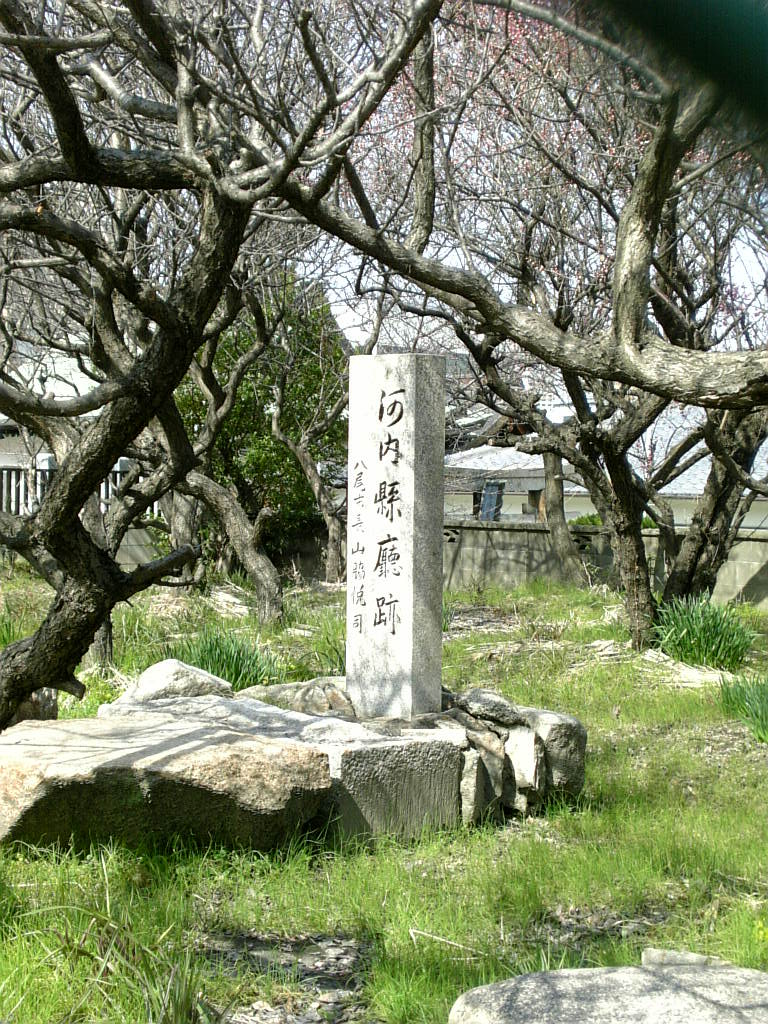
河内県庁跡の碑（大阪府指定史跡）
八尾別院大信寺境内北側の大信寺梅林の一角にある。

河内県（かわちけん）は、1869年（明治2年）に河内国の旧幕府領・旗本領を管轄するために明治政府によって設置された県。管轄地域は現在の大阪府東部に分布している。

## 概要
1869年（明治2年）に大阪府が大坂三郷（大坂町奉行支配の北組・南組・天満組）とその町および属邑のみを管轄することとなり、その他の地域を分割したときに設立された。しかし、わずか半年で河内国内の旗本領を分担して管轄していた堺県に編入されて廃止された。

## 沿革
- 1868年（慶応4年）
  - 2月 - 大坂裁判所に町地を除く周辺部を管轄する司農局を設置。
  - 5月2日 - 大坂裁判所司農局が大阪府司農局となる。
  - 6月8日 - 大阪府司農局が南北に分割。
- 1869年（明治2年）
  - 1月20日 - 大阪府南司農局の管轄地域に河内県が発足。県庁は若江郡寺内村（現在の八尾市本町四丁目2-48）の真宗大谷派八尾別院大信寺の対面所に設置。
  - 8月2日 - 堺県に編入。同日河内県廃止。

## 管轄地域
- 河内国
  - 茨田郡のうち - 72村（幕府領54村、旗本領15村、桑名藩役知2村、会津藩役知1村）
  - 交野郡のうち - 37村（幕府領2村、旗本領16村、会津藩役知8村、小田原藩領13村）
  - 讃良郡のうち - 30村（幕府領15村、旗本領3村、会津藩役知12村、会津藩領1村）
  - 河内郡のうち - 27村（幕府領9村、旗本領7村、会津藩役知8村、小田原藩領5村）
  - 高安郡のうち - 2村（旗本領2村、淀藩領1村、小田原藩領1村）
  - 大県郡のうち - 7村（幕府領2村、旗本領2村、小田原藩領6村）
  - 若江郡のうち - 50村（幕府領29村、旗本領3村、桑名藩役知8村、会津藩役知6村、小田原藩領4村）
  - 渋川郡のうち - 17村（幕府領14村、旗本領2村、高徳藩領1村）
  - 志紀郡のうち - 10村（幕府領2村、旗本領2村、小田原藩領4村、伯太藩領1村）
  - 安宿部郡のうち - 3村（幕府領1村、旗本領1村、小田原藩領1村）
  - 古市郡のうち - 6村（幕府領3村、旗本領2村、小田原藩領1村）
  - 丹南郡のうち - 14村（旗本領12村、小田原藩領2村）
  - 丹北郡のうち - 13村（旗本領10村、旗本領1村、小田原藩領2村）

なお相給が存在するため、村数の合計は一致しない。

## 歴代知事
- 1869年（明治2年）1月20日 - 1869年（明治2年）1月22日 ： 不在
- 1869年（明治2年）1月22日 - 1869年（明治2年）7月17日 ： 知事・税所篤（前大阪府判事。元公家）
- 1869年（明治2年）7月17日 - 1869年（明治2年）8月2日 ： 不在